# The Lash (1930)
The Lash is een Amerikaanse dramafilm uit 1930 onder regie van Frank Lloyd. Destijds werd de film in Nederland uitgebracht onder de titel De vluchteling.

## Verhaal
Wanneer don Francisco Delfino in 1848 terugkeert naar Californië, blijkt dat zijn geboortestreek in handen is gevallen van de Amerikanen. Zijn landgoed is verwoest en zijn verwanten leven in angst. Onder de bijnaam El Puma leidt hij het verzet tegen de Amerikaanse bezetter.

## Rolverdeling
| Acteur              | Personage         |
| ------------------- | ----------------- |
| Richard Barthelmess | Francisco Delfino |
| Mary Astor          | Rosita Garcia     |
| Fred Kohler         | Peter Harkness    |
| Marian Nixon        | Dolores Delfino   |
| James Rennie        | David Howard      |
| Robert Edeson       | Mariana Delfino   |
| Erville Alderson    | Rechter Travers   |
| Barbara Bedford     | Lupe              |
| Arthur Stone        | Juan              |